# Cochlospermum orinocense
Cochlospermum orinocense là một loài thực vật có hoa trong họ Bixaceae. Loài này được (Kunth) Steud. mô tả khoa học đầu tiên năm 1840.